# Carl August Thielo
Carl August Thielo també conegut com a Thilo (7 de febrer de 1707 - 3 de desembre de 1763) fou un compositor danès del Barroc. S'establí a Copenhaguen, on inaugurà el primer teatre d'òpera, el que li valgué el privilegi reial. Més tard es dedicà de ple a la producció de gran nombre d'obres, entre elles: Odes amb melodies (Copenhaguen, 1755); Aire italià (dun genio che m'accende), per a soprano, amb violins i baix (Copenhaguen); dotze minuets; i una simfonia per a clavicordi. Però l'obra més reeixida de Thielo és Tanker og Regler fra Grunden of om Musiken, for dem som vil laere Musiken, til Sindels, Fornoyelse saa og for dem som vil giore Fait of Claveer, General-Bassen og Synge-Kunsten (Copenhaguen, 1746).